# Robinia viscosa
Robinia viscosa är en ärtväxtart som beskrevs av Étienne Pierre Ventenat. Robinia viscosa ingår i släktet robinior, och familjen ärtväxter.

## Underarter
Arten delas in i följande underarter:
- R. v. hartwigii
- R. v. viscosa